# Nina Könemann
Nina Könemann (* 1984) ist eine deutsche Journalistin. Sie ist Chefredakteurin des Mindener Tageblatts, das in der ostwestfälischen Stadt Minden erscheint.

## Leben
Könemann stammt aus Morlinge bei Warmsen in Niedersachsen  und besuchte die Schule in der Stadt Petershagen. Nach einem Studium der Politikwissenschaft und Volkswirtschaftslehre an der Universität Münster begann sie ihre journalistische Laufbahn 2007 mit einem Praktikum beim Mindener Tageblatt. Ihr Volontariat startete 2009 und sie durchlief in der Redaktion nahezu alle Ressorts und Verantwortlichkeiten. Sie baute die Online-Redaktion mit auf und entwickelte das Portal weiter.
2016 wurde sie gemeinsam mit Monika Jäger und Henning Wandel Leiterin der verschmolzenen Lokal- und Digital-Redaktion. 2019 rückte sie zur stellvertretenden Chefredakteurin auf und übernahm schließlich die Chefredaktion. Neben ihrer redaktionellen Tätigkeit moderiert sie auch öffentliche Veranstaltungen, etwa die „Mindener Mediengespräche“.